# Jacob Johansson
För andra betydelser, se Jacob Johansson (olika betydelser).
Jacob William August Johansson, född 10 september 1993 i Stockholm, är en svensk professionell ishockeyspelare som spelar för Timrå IK i Svenska Hockeyligan. Johansson anslöt till Linköping HC:s juniorsektion 2010 efter att ha spelat för Sunne IK. Den följande säsongen var han med och vann SM-guld med Linköping J20. Säsongen 2013/14 spelade han juniorishockey i Nordamerika för Tri-City Storm i USHL, innan han återvände till Linköping under sommaren 2014. De två efterföljande säsongerna blev han dock utlånad till Mora IK i Hockeyallsvenskan.
Mellan säsongerna 2016/17 och 2019/20 spelade Johansson för Linköping HC i SHL. I maj 2020 anslöt han till Timrå IK och var med att spela upp laget till SHL säsongen 2020/21. Säsongen 2024/25 var han den målvakt i SHL som höll flest nollor.
I april 2023 gjorde han A-landslagsdebut.

## Karriär

### Klubblag

#### 2008–2020: Början av karriären och Linköping HC
Johansson påbörjade sin ishockeykarriär med Bofors IK. Efter att ha spelat med Kristinehamns HT och efter två säsonger med Sunne IK, tillbringade Johansson säsongen 2011/12 med Linköping HC J20-lag, med vilka han vann ett SM-guld. Säsongen därpå hade Johansson bäst genomsnitt för insläppta mål (0.98) och bästa räddningsprocent (0.96) i J20 Superelit Södra. Under denna säsong blev han också utlånad till Grästorps IK för spel i Hockeyettan, där han spelade åtta matcher. Därefter spelade han med Tri-City Storm i den amerikanska juniorligan USHL.

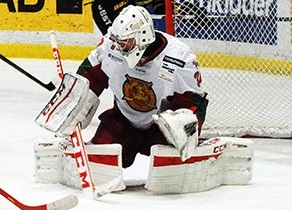
Johansson med Mora IK 2015.

I april 2014 meddelades det att Johansson skrivit ett tvåårskontrakt med Linköpings HC:s A-lag. Under hela den efterföljande säsongen var han utlånad till Mora IK i Hockeyallsvenskan. I början av maj 2015 meddelades det att Johansson även skulle komma att tillbringa säsongen 2015/16 med Mora IK. Under säsongen var Johansson Moras förstemålvakt och fick spela i 48 av grundseriens 52 matcher. Han höll nollan i fyra matcher och laget slutade sexa i tabellen. Detta innebar att Mora var klara för slutspelsserien i Hockeyallsvenskan 2015/2016. Efter att ha vunnit de fyra första matcherna, stod det klart att Mora IK skulle gå vidare från slutspelsserien såvida man inte förlorade den sista omgången mot Leksands IF med minst fyra mål. Leksand vann till slut matchen med 6–0, efter bland annat två mål i öppen kasse.
I början av april 2016 förlängde Johansson sitt kontrakt med Linköping med två år. Samtidigt meddelades det att han kallats tillbaka till Linköping och tagit en av två målvaktsplatser i laget. Han gjorde SHL-debut den 25 september 2016 i en 3–4-förlust mot Färjestad BK. Den 1 januari 2017 höll Johansson nollan för första gången i SHL efter att Linköping besegrat Djurgårdens IF med 0–4. Under säsongen spelade han totalt 19 matcher under grundserien och noterades för tre hållna nollor.
Svenska Hockeyligan 2017/2018 agerade Johansson andramålvakt, bakom Jonas Gustavsson i Linköping. I november 2017 förlängde han sitt kontrakt med Linköping med ytterligare ett år. Totalt spelade han 19 grundseriematcher och höll nollan vid två tillfällen. Under sin tredje säsong med Linköping förlängde Johansson sitt kontrakt med klubben med ytterligare två säsonger den 30 november 2018. För tredje säsongen i följd spelade Johansson 19 matcher för klubben i grundserien. Den 29 april meddelades det att Johansson i samförstånd med Linköping valt att bryta sitt avtal ett år i förtid.

#### Från 2020: Timrå IK
Den 13 maj 2020 meddelades det att Johansson skrivit ett tvåårsavtal med Timrå IK i Hockeyallsvenskan. Under grundserien höll Johansson nollan vid sju tillfällen, endast Tim Juel i BIK Karlskoga hade en bättre notering än denna. Under säsongen var Johansson den målvakt som hade bäst insläppta mål per match i genomsnitt (1.83) och var också den målvakt som vann flest matcher i grundserien (30). Timrå vann grundserien och vann därefter också slutspelet och avancerade därmed till SHL. Även i slutspelet var Johansson den med bäst insläppta mål per match i genomsnitt (1.79) och höll nollan flest gånger (4).
I återkomsten i SHL säsongen 2021/22 spelade Johansson 38 grundseriematcher för Timrå. Laget slutade sist i grundserietabellen och Johansson höll nollan vid tre tillfällen. Timrå tvingades därmed till play out-spel mot Djurgårdens IF i en serie om bäst av sju matcher. Timrå vann serien med 4–0 i matcher och Johansson spelade samtliga av dessa. Kort efter att man säkrat nytt SHL-avtal, meddelades det den 6 april 2022 att Timrå förlängt sitt kontrakt med Johansson med ytterligare två säsonger. Säsongen 2022/23 var Johansson den målvakt i SHL som spelade överlägset flest matcher i grundserien. På 47 matcher höll han nollan vid fyra tillfällen, personligt rekord i SHL-sammanhang. Julafton 2022 meddelade Timrå IK att Johansson förlängt sitt avtal med klubben med ytterligare tre säsonger. Vid grundseriens slut stod det klart att Timrå var klara för SM-slutspel för första gången sedan säsongen 2009/10. I kvartsfinalserien slogs man dock ut av Örebro HK med 4–3 i matcher. Johansson stod samtliga av dessa sju matcher.
Säsongen 2023/24 höll Johansson nollan vid tre tillfällen för Timrå i grundserien. Han spelade totalt 35 matcher. Laget slutade på åttonde plats i grundserien och slogs därefter ut i åttondelsfinalserien mot Rögle BK med 2–0 i matcher. Johansson stod i mål under båda av dessa matcher. Efter säsongens slut fick Johansson pris för "årets räddning". Säsongen 2024/25 spelade Johansson 24 grundseriematcher och var den målvakt i SHL:s grundserie som stod för flest hållna nollor. I SM-slutspelet stod Johansson två matcher för Timrå, som slogs ut i kvartsfinal av Frölunda HC med 4–2 i matcher.

### Landslag
I början av april 2023 meddelades det att Johansson blivit uttagen att representera landslaget under två träningslandskamper. Han gjorde landslagsdebut senare samma månad, den 13 april, och höll nollan i en 3–0-seger mot Danmark. Johansson fanns därefter med i Sveriges trupp till VM i Finland och Lettland 2023, dock utan att spela någon match.

## Statistik
M = Matcher; V = Vinster; F = Förluster; O = Oavgjorda; MIN = Spelade minuter; IM = Insläppta Mål; R = Antal räddningar; N = Hållit nollan; GIM = Genomsnitt insläppta mål per match; R% = Räddningsprocent
| 2014–15                  | Mora IK                  | HA                       | 14  | 6  | 7   | 0 | 805    | 38  | 401   | 0  | 2.83 | 91.34 | —  | —  | — | — | —     | —  | —   | — | —    | —     |
| 2015–16                  | Mora IK                  | HA                       | 48  | 26 | 22  | 0 | 2 887  | 107 | 1 181 | 4  | 2.22 | 91.69 | 5  | 4  | 1 | 0 | 303   | 8  | 133 | 1 | 1.58 | 94.32 |
| 2016–17                  | Linköping HC             | SHL                      | 19  | 12 | 6   | 1 | 1 141  | 40  | 472   | 3  | 2.10 | 92.19 | 2  | 0  | 0 | 0 | 60    | 5  | 21  | 0 | 5.00 | 80.77 |
| 2017–18                  | Linköping HC             | SHL                      | 19  | 8  | 8   | 1 | 1 142  | 41  | 449   | 2  | 2.27 | 91.63 | 3  | 0  | 0 | 2 | 146   | 9  | 69  | 0 | 3.69 | 88.46 |
| 2018–19                  | Linköping HC             | SHL                      | 19  | 5  | 11  | 2 | 1 086  | 48  | 502   | 0  | 2.65 | 91.44 | —  | —  | — | — | —     | —  | —   | — | —    | —     |
| 2019–20                  | Linköping HC             | SHL                      | 23  | 6  | 13  | 2 | 1 286  | 54  | 496   | 1  | 2.52 | 90.18 | —  | —  | — | — | —     | —  | —   | — | —    | —     |
| 2020–21                  | Timrå IK                 | HA                       | 41  | 30 | 11  | 0 | 2 461  | 75  | 872   | 7  | 1.83 | 92.08 | 15 | 11 | 4 | 0 | 904   | 27 | 306 | 4 | 1.79 | 91.89 |
| 2021–22                  | Timrå IK                 | SHL                      | 38  | 14 | 21  | 3 | 2 177  | 102 | 927   | 3  | 2.81 | 90.09 | 4  | 4  | 0 | 0 | 240   | 9  | 109 | 0 | 2.25 | 92.37 |
| 2022–23                  | Timrå IK                 | SHL                      | 47  | 24 | 22  | 0 | 2 793  | 108 | 1 112 | 4  | 2.32 | 91.15 | 7  | 3  | 4 | 0 | 434   | 22 | 173 | 0 | 3.04 | 88.72 |
| 2023–24                  | Timrå IK                 | SHL                      | 35  | 16 | 18  | 0 | 2 047  | 83  | 736   | 3  | 2.43 | 89.87 | 2  | 0  | 2 | 0 | 115   | 6  | 29  | 0 | 3.13 | 82.86 |
| 2024–25                  | Timrå IK                 | SHL                      | 24  | 13 | 11  | 0 | 1 367  | 54  | 473   | 5  | 2.37 | 89.75 | 2  | 1  | 1 | 0 | 119   | 6  | 40  | 0 | 3.03 | 86.96 |
| SHL totalt               | SHL totalt               | SHL totalt               | 224 | 98 | 110 | 9 | 13 046 | 530 | 5 167 | 21 | 2.43 | 90.69 | 20 | 4  | 7 | 2 | 1 114 | 57 | 441 | 0 | 3.07 | 88.55 |
| Hockeyallsvenskan totalt | Hockeyallsvenskan totalt | Hockeyallsvenskan totalt | 103 | 62 | 40  | 0 | 6 153  | 220 | 2 454 | 11 | 2.14 | 91.77 | 20 | 15 | 5 | 0 | 1 207 | 35 | 439 | 5 | 1.74 | 92.61 |